# 葉吳美琪
葉吳美琪（Maggie Ip，1943年2月19日—2024年10月9日)，加拿大政治人物和華裔社區領袖，1993年至1996年間出任溫哥華市議會議員，並於1973年創辦移民服務機構中僑互助會。

## 生平
吳美琪生於中國上海，8歲時随家人遷居英屬香港。她中學畢業後在香港浸會大學主修社會學，1966年以留學生身份到渥太華大學攻讀教育碩士，在該校結識葉承基，兩人於1968年結婚。她碩士畢業後在渥太華的聯邦政府工作，就職加拿大統計局。當時的留學生畢業後可以直接轉換成移民身份，因此葉吳美琪其後也成為加拿大公民。1970年，在加拿大聯邦内政部任職任公共發展官員的葉承基獲委派到溫哥華負責多元文化及移民聯絡工作，遂攜同葉吳美琪和長女遷居溫市，一家於1971年迎來幼子。葉吳美琪在家賦閑一段時間，然後任職英語為第二語言和普通話教師。
1972年她出任基督教女青年會理事，當時港澳掀起移民潮，不少新移民到女青年會求助，索取有關加拿大的醫療、交通、法律等資料。葉吳美琪是女青年會中唯一華人理事，因此擔負這些工作，為新移民分憂。隨著抵埗的華裔移民日增，葉吳美琪發現僅向新移民發放資訊並不足夠，還需要提供其他各方面服務。她遂與多名志同道合的專業人士商討，向政府申請服務撥款。1973年葉吳美琪前往首都渥太華，憑著以往在加拿大聯邦政府工作的關係，成功取得三年的移民服務經費。中僑互助會於同年成立，葉吳美琪出任創會主席，兩年後退位讓賢但留任理事，1990年-91年間和2010年-13年間則再次出任主席。為了支援中僑長期發展，葉氏夫婦成立基金，所得利息用以支持中僑日常運作。
1993年市選，她代表無黨派協會競選溫哥華市議會議員，以第五高得票當選十名市議員之一。任內她提出在市府營運的社區中心內加入乒乓球館和太極場地等設施以迎合華裔居民，並建議市府與當地中文媒體加強合作，以便華裔居民得知市府動向，以及加深市府了解華裔社群。她未有於1996年市選競逐連任，完成一屆市議員任期便卸任。
2009年8月，她當選中僑互助會屬下中僑基金會的2009至2010年度主席。2018年4月，溫哥華市政府就過去制定歧視華人政策的作為向華裔社群致歉，葉吳美琪代表市府宣讀粵語版道歉聲明。
除了市議員和中僑職務外，葉吳美琪亦曾任卑詩省祖裔語言協會創會主席、加拿大多元文化諮詢委員會委員和卑詩省教育廳中文課程委員會委員。
2024年6月，葉吳美琪與友人聚餐站立致辭時突然昏倒，檢查後確診罹患末期肝癌。她其後送住安寧病房，同年10月9日逝世，享年81歲。

## 獎項及榮譽
- 全國義工獎[8]
- 加拿大125周年國慶獎[8]
- 扶輪社保羅·哈里斯獎（Paul Harris Award）[8]
- 溫哥華多元文化協會Nora Lozovsky獎[8]
- 溫哥華市榮譽公民獎（2018年）[13][14]

## 参看
- 大溫哥華地區的華裔加拿大人